# منزل لعيد الميلاد (مسلسل تلفزيوني)
منزل لعيد الميلاد ( (بالنرويجية: Hjem til jul) ) هو مسلسل تلفزيوني نرويجي تم عرضه لأول مرة على نتفليكس في ديسمبر 2019.  من بطولة إيدا إيليس بروك بدور يوهان ، التي تسعى للحصول على صديق لإحضاره إلى المنزل عشية عيد الميلاد .
تتكون الكوميديا الدرامية الرومانسية من ست حلقات مدة كل منها 30 دقيقة في كل موسم  وهو أول مسلسل نرويجي أصلي على نتفليكس.  تلقى المسلسل مراجعات إيجابية في الغالب.

## الممثلين والشخصيات

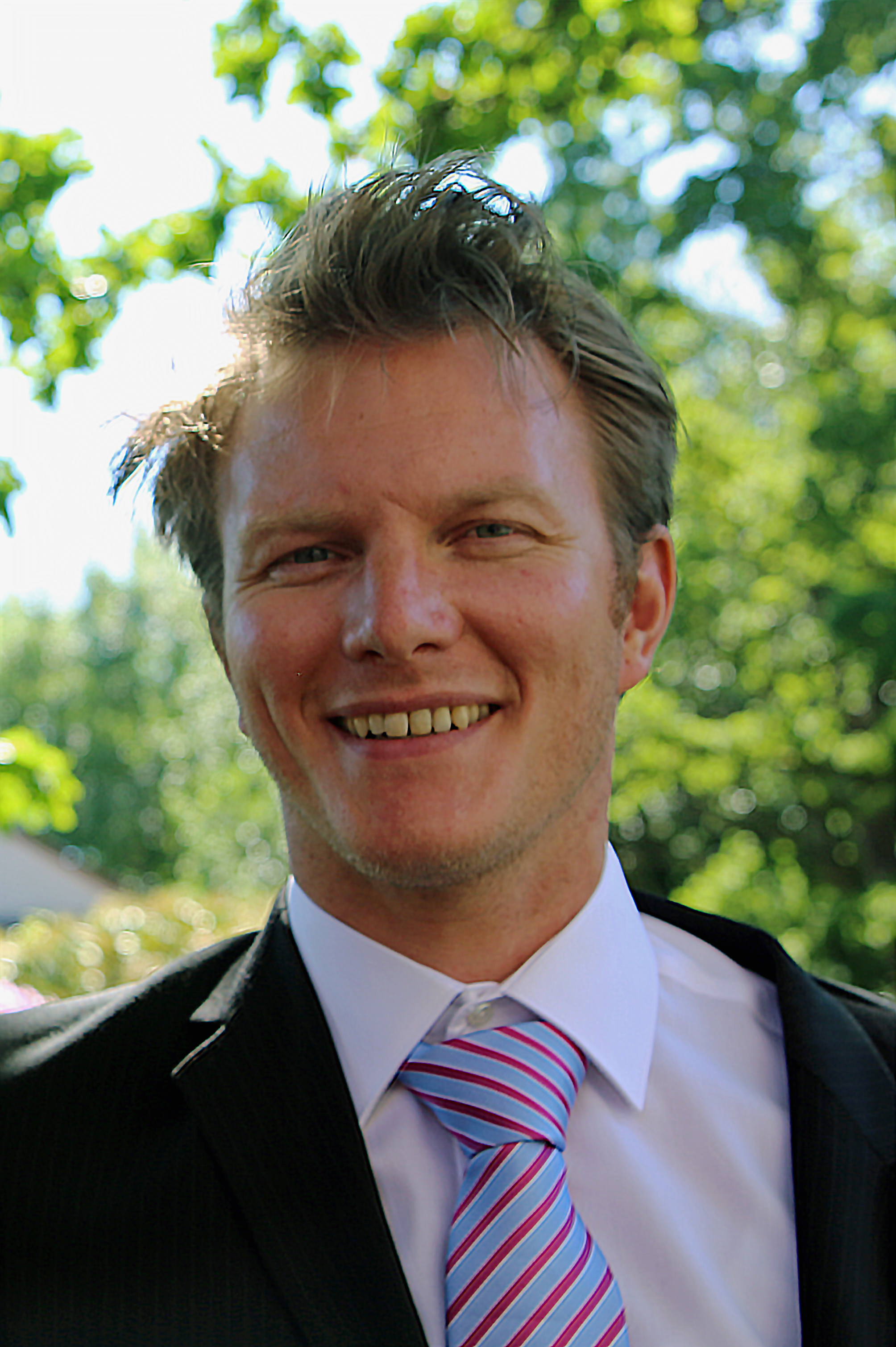
أودجير ثون ، الذي يلعب دور الدكتور هينريك

- إيدا إليز بروش بدور يوهان ، ممرضة بعمر 30 عامًا.
- غابريل ليثار في دور يورغون ، رفيقة يوغان في السكن وأفضل صديقة لها.
- دينيس ستورهوي بدور تور ، والد يوهان
- أنيت هوف في دور جريد ، والدة يوهان
- غيتا نوربي بدور السيدة. نيرجارد ، مريضة بمرض الانسداد الرئوي المزمن في المستشفى.
- هيج شوين في دور بنته ، يدير الممرضات في المستشفى
- بيورن سكاجستاد في دور بينجت إريك ، سياسي ورجل أعمال
- فيليكس ساندمان بدور جوناس ، 19 عامًا ، يلتقي بيوهان عبر الإنترنت.
- لين فيرندال بدور إيرا ، تعمل في المستشفى.
- أودجير ثون بدور الطبيب هنريك.

## الإستقبال
تلقى المسلسل مراجعات جيدة في الغالب.    أعطته فيرجيس غانغ ثلاثة من أصل ستة نجوم ، وشبه المسلسل بمزيج من مذكرات بريدجيت جونز و الحب الحقيقي مع حبكة لا طائل من ورائها ،  ولكن هيئة الإذاعة النروجية وصفته بأنه لا بد من مشاهدته لمحبي الرومانسية في عيد الميلاد وأشادوا به بسبب أجواء في عيد الميلاد المرح (الراحة). 

## روابط خارجية
- منزل لعيد الميلاد  في قاعدة بيانات الأفلام على الإنترنت (بالإنجليزية)
- منزل لعيد الميلاد (مسلسل تلفزيوني) في روتن توميتوز.